# Chenailler-Mascheix
Chenailler-Mascheix este o comună în departamentul Corrèze din centrul Franței. În 2009 avea o populație de 173 de locuitori.

## Evoluția populației
| An        | 1975 | 1982 | 1990 | 1999 | 2006 | 2009 |
| --------- | ---- | ---- | ---- | ---- | ---- | ---- |
| Populație | 245  | 221  | 203  | 170  | 164  | 173  |